# گمینا راکشاوا
گمینا راکشاوا (به لهستانی:  Gmina Rakszawa) یک گمینا در لهستان است که در شهرستان وانگتسوت واقع شده‌است. گمینا راکشاوا ۶۶٫۳۷ کیلومتر مربع مساحت و ۷٬۲۸۸ نفر جمعیت دارد.